# Get on Your Boots
Get On Your Boots – pierwszy singiel z najnowszego albumu irlandzkiej grupy U2 zatytułowanego No Line on the Horizon. Utwór ukazał się w postaci cyfrowej 23 stycznia 2009, a w formie płyty CD 16 lutego 2009.

## Lista utworów
Download
1. "Get on Your Boots" - 3:24

CD
1. "Get on Your Boots" - 3:24
2. "No Line on the Horizon 2" - 4:05

CD
1. "Get on Your Boots" - 3:24
2. "No Line on the Horizon 2" - 4:05
3. "Get on Your Boots - video"